# San José del Rincón (Santa Fe)
San José del Rincón is een plaats in het Argentijnse bestuurlijke gebied  La Capital in de provincie Santa Fe. De plaats telt 8.503 inwoners.